# Rokin (metropolitana di Amsterdam)
La stazione di Rokin è una stazione della metropolitana di Amsterdam, servita dalla linea 52 (Noord/Zuidlijn).
Prende il nome dalla strada Rokin sotto cui si trova.

## Storia
La stazione entrò in servizio il 21 luglio 2018, con l'attivazione della linea nord-sud.

## Caratteristiche
Si tratta di una stazione sotterranea con due binari serviti da una banchina ad isola.